# Clistopyga emphera
Clistopyga emphera là một loài tò vò trong họ Ichneumonidae.